# Tissemsilt (província)
Tissemsilt é uma província da Argélia com 294.476 habitantes (Censo 2008).